# 李廷松 (嘉靖進士)
李廷松（1502年—？），字茂貞，號喬菴，直隸保定府安肅縣人，民籍，明朝政治人物。

## 生平
嘉靖十年（1531年）辛卯科順天府鄉試第一百十名舉人。嘉靖十七年（1538年）中式戊戌科會試第八十一名，登第三甲第五十一名進士。授推官，二十四年十二月选授廣西道试監察御史，二十五年九月实授，巡按遼東，振文嚴武，边陲宁谧。升浙江按察司佥事，三十一年七月以赴任违限停俸，從都御史王忬剿倭寇，三十二年十月復俸。

## 家族
曾祖李德；祖父李銘；父李正，縣丞。母張氏。具庆下。兄廷桂，字承芳，號木崖，官怀庆府通判。